# مرد نامرئی (مجموعه تلویزیونی)
مرد نامرئی (انگلیسی: The Invisible Man) یک مجموعهٔ تلویزیونی آمریکایی است که در سال ۱۹۷۵ تا ۱۹۷۶ میلادی از شبکهٔ «ان‌بی‌سی» به روی آنتن رفت.
فیلم‌نامهٔ این مجموعه تلویزیونی، بر پایهٔ کتاب «مرد نامرئی» نگاشته شده و ابتدا در سال ۱۹۷۵ به صورت یک فیلم تلویزیونی آزمایشی به‌نمایش درآمد و سپس در پائیز همان سال، ۱۲ قسمت دیگرش ساخته و پخش شد. در بریتانیا این سریال در سپتامبر ۱۹۷۵ از بی‌بی‌سی پخش شد.
در ایران نیز، این مجموعه تلویزیونی، در سال ۱۳۵۶ خورشیدی، با همین عنوان و با دوبلهٔ فارسی، از تلویزیون ملی ایران پخش شد.
دی‌وی‌دی و بلوری این مجموعه در سال ۲۰۱۲ در آمریکای شمالی به بازار عرضه شد.